# Scina nana
Scina nana är en kräftdjursart som beskrevs av Johann Georg Wagler 1926. Scina nana ingår i släktet Scina och familjen Scinidae. Inga underarter finns listade i Catalogue of Life.